# Dilolo (lac)
Le Dilolo est un lac de la province de Moxico (Angola). C'est le plus grand lac angolais.

## Géographie
Situé à 1 097 m d'altitude, il a une superficie de 18,9 km2 (9 km de longueur sur 3 km de largeur maximale). Il est alimenté par le Dalumbo et se déverse dans le Dilolo.

## Importance économique
En 1981, 300 pêcheurs y étaient recensés. Le lac, à proximité du Parc national de la Cameia, est aussi une destination touristique.